# Word Gets Around
Albums de Stereophonics
Performance and Cocktails
(1999)
Word Gets Around est le premier album de Stereophonics, sorti en 1997. Atteignant au plus haut la 6e place des charts anglais, c'est le seul album du groupe à ne pas avoir raflé la première place avec Keep Calm and Carry On, en 2009, qui atteint la 11e place.
Toutes les chansons sont écrites par Kelly Jones, Richard Jones et Stuart Cable.
Sorties le 18 octobre 2010 d'une deluxe edition comprenant deux CD et d'une super deluxe edition comprenant trois CD.

## Liste des titres
1. A Thousand Trees
2. Looks Like Chaplin
3. More Life In A Tramps Vest
4. Local Boy In The Photograph
5. Traffic
6. Not Up To You
7. Check My Eyelids For Holes
8. Same Size Feet
9. Last Of The Big Time Drinkers
10. Goldfish Bowl
11. Too Many Sandwiches
12. Billy Daveys Daughter